# Mazerolles-du-Razès
Mazerolles-du-Razès település Franciaországban, Aude megyében. Lakosainak száma 154 fő (2022. január 1.). Mazerolles-du-Razès Bellegarde-du-Razès, Belvèze-du-Razès, La Courtète, Fenouillet-du-Razès, Ferran, Gramazie és Montgradail községekkel határos.

## Népesség
A település népessége az elmúlt években az alábbi módon változott:
| Lakosok száma | 265  | 180  | 179  | 174  | 180  | 171  | 154  | 151  | 148  | 154  |
|               | 1968 | 1982 | 1990 | 2006 | 2013 | 2015 | 2017 | 2019 | 2020 | 2022 |